# 若山英史
若山 英史（わかやま ひでふみ、1985年1月3日 - ）は、日本の車いすラグビー選手。静岡銀行/CENTERPOLE所属。2024年パリパラリンピックで金メダルを獲得した。

## 略歴
静岡県沼津市出身。
19歳の頃に、プールでの事故でけい椎を損傷。リハビリ施設で車いすラグビーを始めた。
2012年ロンドンパラリンピックで日本代表に選出され、4位入賞。
2016年リオデジャネイロパラリンピックでは、初のメダル獲得に貢献。
2021年、東京2020パラオリンピック競技大会で日本代表に選ばれ、銅メダルを獲得。
2024年、パリパラリンピックに出場し、全戦全勝で日本初の金メダルを獲得。同年、紫綬褒章受章。